# Generální guvernér
Generální guvernér (anglicky governor-general, resp. governor general, francouzsky gouverneur général, rusky генера́л-губерна́тор) je právně-politický titul, který označuje úřední osobu, která plní funkci zástupce hlavy státu, resp. monarchy v určité správně-politické oblasti nebo zemi.
V anglosaském světě se užívá titulu governor-general, resp. governor general. Jedná se o funkci nejvyššího zástupce Koruny například v dominiích Velké Británie, jako je Austrálie, Nový Zéland nebo Kanada, dříve také v Indii. Titul i funkce jsou úzce svázány s dějinami koloniální správy. Titul generálního guvernéra se ale objevuje po roce 1703 také v Rusku. V kontextu ruských dějin bývá také uváděn v poruštěné formě jako generální gubernátor.
Mimo Evropu byla funkce a titul zavedena například v souvislosti s koloniální expanzí Japonska pro Tchaj-wan (1895–1945) a Koreu (1910–1945). Jako generální guvernér je též překládán titul cung-tu používaný v čchingské Číně pro úředníky pověřené celkovým řízením jedné nebo více provincií.

## Generální guvernér v britskémCommonwealthu
Britský generální guvernér je formálním zástupcem britského panovníka v zemi. Funkce byla nejprve vytvořena v souvislosti s reformou britské koloniální správy na začátku 20. století, v rámci které se z Kanady a Austrálie staly dominia. Kanada měla prvního generálního guvernéra již v roce 1867, Austrálie v roce 1901 a Nový Zéland v roce 1917. Dnes má britská Koruna celkem 15 generálních guvernérů, mezi které patří:
- Generální guvernér Kanady (od 1867)
- Generální guvernér Austrálie (od 1901)
- Generální guvernér Nového Zélandu (od 1917)
- Generální guvernér Jamajky (od 1962)
- Generální guvernér Baham (od 1973)
- Generální guvernér Grenady (od 1974)
- Generální guvernér Papuy Nové Guineje (od 1975)
- Generální guvernér Tuvalu (od 1978)
- Generální guvernér Šalomounových ostrovů (od 1978)
- Generální guvernér Svatého Vincence a Grenadin (od 1979)
- Generální guvernér Svaté Lucie (od 1979)
- Generální guvernér Belize (od 1981)
- Generální guvernér Antiguy a Barbudy (od 1981)
- Generální guvernér Svatého Kryštofa a Nevisu (od 1983)

Funkce generálního guvernéra jsou v současné době spíše formálního a reprezentativního charakteru, i když je existence monarchie například v Kanadě a v Austrálii v posledních desetiletích zpochybňována. V posledních třiceti letech tuto funkci zastávají stále častěji ženy: v Kanadě to byla Michaëlle Jeanová (od roku 2005) a v Austrálii Quentin Bryceová (od 2008). Ve většině případů je generální guvernér jmenován královnou po poradě nebo na doporučení předsedy vlády země. Výjimkou jsou Papua Nová Guinea a Šalomonouvy ostrovy, kde generálního guvernéra volí parlament.

### Zaniklé funkce

#### Afrika
- Generální guvernér Gambie (1965–1970)
- Generální guvernér Ghany (1957–1960)
- Generální guvernér Keni (1963–1964)
- Generální guvernér Malawi (1964–1966)
- Generální guvernér Mauricia (1968–1992)
- Generální guvernér Nigérie (1960–1963)
- Generální guvernér Sierry Leone (1961–1971)
- Generální guvernér Jihoafrické unie (1910–1961)
- Generální guvernér Tanganiky (1961–1962)
- Generální guvernér Ugandy (1962–1963)

#### Amerika
- Generální guvernér Guyany (1966–1970)
- Generální guvernér Trinidadu a Tobaga (1962–1976)
- Generální guvernér Barbadosu (1966-2021)

#### Asie
- Generální guvernér Ceylonu (1948–1972)
- Generální guvernér Indie (1947–1950)
- Generální guvernér Pákistánu (1947–1956)

#### Evropa
- Generální guvernér Irského svobodného státu (1922–1936)
- Generální guvernér Malty (1964–1974)

#### Oceánie
- Generální guvernér Fidži (1970–1987)

## Generální guvernér/gubernátor v carském Rusku
V době carského Ruska byl generální gubernátor vojensko-administrativním velitelem správní oblasti (kraje), kterému administrativně podléhali další gubernátoři zahrnutí pod jeho jurisdikci. Zastával nicméně především kontrolní funkce. To se týkalo celkem šest z osmi generálních gubernií Ruské říše k roku 1914. Výjimkou byla Moskva a Petrohrad.
K roku 1914 měla Ruská říše celkem osm generálních gubernátorů (guvernérů):
- Moskevský
- Petrohradský
- Varšavský
- Irkutský
- Kyjevský
- Přiamurský
- Stepní (se sídlem v Omsku)
- Turkmenský
- Finský

Finský generální gubernátor se řídil specifickým statusem a podléhal finskému právnímu systému. Moskevský a petrohradský generální gubernátor měl v jurisdikci pouze oblast Moskvy a Petrohradu a odpovídal přímo panovníkovi bez existence mezistupně gubernátora gubernie nebo oblasti.

## Další použití
Užití titulu a funkce generálního guvernéra je typická především v koloniálním nebo post-koloniálním kontextu. Například v Arubě a na Antilách existuje funkce generálního guvernéra zastupující nizozemskou královnu. Funkce nebyla cizí ani ve francouzském kontextu (např. generální guvernér francouzské Indočíny), Španělům (např. generální guvernér Filipín) nebo Belgičanům (např. generální guvernér Konga).
Titul a funkce se ale objevila také ve válečném Polsku, kde byl oficiálním zástupcem německé moci v letech 1939–1944 také generální guvernér (Generalgouverneur für die besetzten polnischen Gebiete).